# Navalha na Carne (filme)
Navalha na Carne é um filme brasileiro de 1997, do gênero drama, escrito e dirigido por Neville d'Almeida, baseado na peça homônima de Plínio Marcos.

## Sinopse
O filme conta a história do encontro de uma prostituta, de seu cafetão e de um homossexual. Neste encontro em que todos querem submeter o outro a sua vontade, desenrola-se a narrativa.

## Elenco
- Vera Fischer… Neusa Suely
- Carlos Loffler… Veludo
- Jorge Perugorría… Vado
- Carlinhos Brown
- Gerson Brenner
- Isabel Fillardis
- Maria Lúcia Godoy
- Marcelo Saback
- Guará Rodrigues
- Rafael Molina
- Carlinhos de Jesus
- Paulo Moura
- Pedro Aguinaga
- Gilda Nery
- Paulo César Peréio
- Ruddy Pinho